# Crocallis delineata
Crocallis delineata är en fjärilsart som beskrevs av Barend J. Lempke 1951. Crocallis delineata ingår i släktet Crocallis och familjen mätare. Inga underarter finns listade i Catalogue of Life.